# Melanotrichia tanzawaensis
Melanotrichia tanzawaensis là một loài Trichoptera trong họ Xiphocentronidae. Chúng phân bố ở miền Cổ bắc.